# Persone di nome Leandro/Calciatori
| Questa pagina contiene informazioni ricavate automaticamente dalle voci biografiche con l'ausilio del template Bio e di un bot. L'aggiornamento è periodico e automatico e ricostruisce completamente la pagina. Se manca una persona in questa lista, sei pregato di non aggiungerla, ma accertati piuttosto che la sua voce biografica contenga il template Bio e che i dati anagrafici siano correttamente compilati. Se il template Bio manca, inseriscilo tu stesso o, in alternativa, metti l'avviso {{tmp\|Bio}} che ne segnala la mancanza. Se i dati riportati sono sbagliati, correggi direttamente la voce biografica; le modifiche saranno visibili in questa lista entro pochi giorni. Per chiarimenti vedi il progetto antroponimi. La lista contiene solo le 120 persone che sono citate nell'enciclopedia e per le quali è stato implementato correttamente il template Bio. Pagina aggiornata al 22 lug 2025. |

Questa è una lista di persone presenti nell'enciclopedia che hanno il nome Leandro e sono calciatori.

## A(6)
- Leandro Aguilera, calciatore uruguaiano (Ombúes de Lavalle, n. 2001)
- Leandro Aguirre, calciatore argentino (Rosario, n. 1989)
- Leandro Antonetti, calciatore portoricano (Murcia, n. 2003)
- Leandro Augusto, ex calciatore brasiliano (Cascavel, n. 1977)
- Leandro Alves de Carvalho, calciatore brasiliano (Rio de Janeiro, n. 1996)
- Leandro Almeida, calciatore brasiliano (Belo Horizonte, n. 1987)

## B(9)
- Leandro Bacuna, calciatore olandese (Groninga, n. 1991)
- Leandro Barcia, calciatore uruguaiano (Florida, n. 1992)
- Leandro Barreiro, calciatore lussemburghese (Erpeldange, n. 2000)
- Leandro Barrera, calciatore argentino (Godoy Cruz, n. 1991)
- Leandro Barrios, ex calciatore brasiliano (Cotia, n. 1986)
- Leandro Becerra, ex calciatore argentino (Córdoba, n. 1984)
- Leandro Benegas, calciatore argentino (Mendoza, n. 1988)
- Leandro Brey, calciatore argentino (Lomas de Zamora, n. 2002)
- Leandro Sanca, calciatore portoghese (Lisbona, n. 2000)

## C(13)
- Leandro Amaral, ex calciatore brasiliano (San Paolo, n. 1977)
- Leandro Cabrera, calciatore uruguaiano (Montevideo, n. 1991)
- Leandro Carrijo, ex calciatore brasiliano (Uberaba, n. 1985)
- Leandro Caruso, ex calciatore argentino (Avellaneda, n. 1981)
- Leandro Carvalho da Silva, calciatore brasiliano (Belém, n. 1995)
- Leandro Castán, ex calciatore brasiliano (Jaú, n. 1986)
- Leandro Chaparro, ex calciatore argentino (La Tablada, n. 1991)
- Leandro Chetti, ex calciatore argentino (n. 1993)
- Leandro Chichizola, calciatore argentino (San Justo, n. 1990)
- Leandro Contín, calciatore argentino (n. 1995)
- Leandro Cordeiro de Lima Silva, calciatore brasiliano (Espinosa, n. 1993)
- Leandro Pimenta, calciatore portoghese (Albufeira, n. 1990)
- Leandro Pinto, calciatore brasiliano (San Paolo, n. 1994)

## D(12)
- Leandro Bonfim, ex calciatore brasiliano (Salvador, n. 1984)
- Leandro De Bortoli, calciatore argentino (Avellaneda, n. 1988)
- Leandro Delgado, calciatore cileno (Valdivia, n. 1982)
- Leandro Nicolás Díaz, calciatore argentino (San Miguel de Tucumán, n. 1992)
- Leandro Domingues, calciatore brasiliano (Vitória da Conquista, n. 1983 - Salvador, † 2025)
- Leandro Damião, ex calciatore brasiliano (Jardim Alegre, n. 1989)
- Leandro Henrique do Nascimento, calciatore brasiliano (Ribeirão Claro, n. 1998)
- Leandro Viana da Silva Gama, calciatore brasiliano (Rio de Janeiro, n. 2005)
- Leandro da Silva, ex calciatore brasiliano (Rio Branco do Sul, n. 1989)
- Leandro da Silva, ex calciatore brasiliano (Itumbiara, n. 1985)
- Leandro dos Santos de Jesus, ex calciatore brasiliano (Salvador, n. 1985)
- Leandro Messias dos Santos, ex calciatore brasiliano (Rio de Janeiro, n. 1983)

## E(3)
- Leandro Espejo, calciatore argentino (San Juan, n. 2001)
- Leandro Euzébio, ex calciatore brasiliano (Cabo Frio, n. 1981)
- Leandro Ezquerra, ex calciatore uruguaiano (Montevideo, n. 1986)

## F(6)
- Leandro Fernandes, calciatore olandese (Nimega, n. 1999)
- Leandro Fernández, ex calciatore argentino (Rosario, n. 1983)
- Leandro Miguel Fernández, calciatore argentino (Santa Fe, n. 1991)
- Leandro Figueroa, calciatore argentino (Granadero Baigorria, n. 1993)
- Leandro Fonseca, ex calciatore brasiliano (Jaboticabal, n. 1975)
- Leandro Freire, calciatore brasiliano (Presidente Prudente, n. 1989)

## G(12)
- Leandro Garate, calciatore argentino (Villa Constitución, n. 1993)
- Leandro Gelpi, calciatore uruguaiano (Montevideo, n. 1991)
- Leandro Gioda, ex calciatore argentino (Pérez, n. 1984)
- Leandro Gobatto, ex calciatore brasiliano (San Paolo, n. 1982)
- Leandro Godoy, ex calciatore argentino (Bernal, n. 1994)
- Leandro Melino Gomes, ex calciatore brasiliano (Casimiro de Abreu, n. 1976)
- Leandro González Pirez, calciatore argentino (Buenos Aires, n. 1992)
- Leandro González, calciatore argentino (Pigüé, n. 1985)
- Leandro Gracián, ex calciatore argentino (Buenos Aires, n. 1982)
- Leandro Grimi, ex calciatore argentino (San Lorenzo, n. 1985)
- Leandro Guaita, calciatore argentino (La Plata, n. 1986)
- Leandro Donizete, ex calciatore brasiliano (Araraquara, n. 1982)

## J(1)
- Leandro Ribeiro, calciatore brasiliano (Rio de Janeiro, n. 1995)

## K(1)
- Leandro Kappel, calciatore olandese (Amsterdam, n. 1989)

## L(8)
- Leandro Andrade, calciatore capoverdiano (Tavira, n. 1999)
- Leandro Lacunza, calciatore argentino (Punta Alta, n. 1997)
- Leandro Leguizamón, calciatore argentino (Buenos Aires, n. 1988)
- Leandro Lencinas, ex calciatore argentino (Rivadavia, n. 1995)
- Leandro Lescano, calciatore argentino (Loma Hermosa, n. 2003)
- Leandro Lessa Azevedo, ex calciatore brasiliano (Ribeirão Preto, n. 1980)
- Leandro Lozano, calciatore uruguaiano (Montevideo, n. 1998)
- Leandro Lázzaro, ex calciatore argentino (Buenos Aires, n. 1974)

## M(12)
- Leandro de Almeida, ex calciatore brasiliano (Cornélio Procópio, n. 1982)
- Leandro Machado, ex calciatore brasiliano (Santo Amaro da Imperatriz, n. 1976)
- Leandro Maciel, calciatore argentino (n. 1995)
- Leandro Mamut, calciatore argentino (La Plata, n. 2003)
- Leandro Marín, ex calciatore argentino (Neuquén, n. 1992)
- Leandro Martínez, calciatore argentino (Buenos Aires, n. 1989)
- Leandro Emmanuel Martínez, calciatore argentino (Tandil, n. 1994)
- Leandro Maygua, calciatore boliviano (Tarija, n. 1992)
- Leandro Menconi, calciatore italiano (Carrara, n. 1922)
- Leandro Montera da Silva, ex calciatore brasiliano (San Paolo, n. 1985)
- Leandro Méndez, calciatore uruguaiano (Las Piedras, n. 2003)
- Leandro Tatu, ex calciatore brasiliano (Vitória, n. 1982)

## N(1)
- Leandro Navarro, calciatore argentino (Mar del Plata, n. 1992)

## O(4)
- Agustín Ojeda, calciatore argentino (Sáenz Peña, n. 2001)
- Sebastián Olivares, calciatore argentino (Mendoza, n. 1992)
- Leandro Onetto, calciatore uruguaiano (Fray Bentos, n. 1996)
- Leandro Otormín, calciatore uruguaiano (Paso de los Toros, n. 1996)

## P(6)
- Leandro Padovani Celin, ex calciatore brasiliano (Castelo, n. 1983)
- Leandro Paiva, calciatore uruguaiano (Montevideo, n. 1994)
- Leandro Paredes, calciatore argentino (San Justo, n. 1994)
- Leandro Miguel Pereira da Silva, calciatore portoghese (Castelo de Paiva, n. 1994)
- Leandro Marcos Pereira, calciatore brasiliano (Araçatuba, n. 1991)
- Leandro Putaro, calciatore tedesco (Gottinga, n. 1997)

## R(6)
- Leandro Requena, calciatore argentino (Malagueño, n. 1987)
- Leandro Reymúndez, ex calciatore uruguaiano (Cardal, n. 1992)
- Leandro Paulo Roberto Souza, calciatore brasiliano (Recife, n. 1987)
- Leandro Josué Rodríguez Santaella, calciatore venezuelano (Maturín, n. 2005)
- Leandro Rodríguez, calciatore uruguaiano (Montevideo, n. 1992)
- Leandro Souza, ex calciatore brasiliano (Rio de Janeiro, n. 1986)

## S(8)
- Leandro Sales de Santana, ex calciatore brasiliano (São Luís, n. 1985)
- Leandro Salino, ex calciatore brasiliano (Juiz de Fora, n. 1985)
- Leandro Sapetti, ex calciatore argentino (La Plata, n. 1989)
- Leandro Silva Wanderley, ex calciatore brasiliano (Rio de Janeiro, n. 1979)
- Gastón Sirino, calciatore uruguaiano (Montevideo, n. 1991)
- Leandro Sosa, calciatore uruguaiano (Punta del Este, n. 1994)
- Leandro Spadacio, calciatore brasiliano (n. 2000)
- Leandro Suhr, calciatore uruguaiano (Tarariras, n. 1997)

## T(4)
- Leandro Temporini, calciatore argentino (n. 1975 - † 2016)
- Leandro Teófilo, ex calciatore brasiliano (Rio de Janeiro, n. 1983)
- Leandro Gabriel Torres, ex calciatore argentino (Rosario, n. 1988)
- Leandro Trossard, calciatore belga (Maasmechelen, n. 1994)

## U(1)
- Leandro Umpiérrez, calciatore uruguaiano (San José de Mayo, n. 2004)

## V(5)
- Leandro Vega, calciatore argentino (José C. Paz, n. 1996)
- Leandro Vella, calciatore argentino (Córdoba, n. 1996)
- Leandro Velázquez, calciatore argentino (Buenos Aires, n. 1989)
- Leandro Vilela, calciatore brasiliano (Curitiba, n. 1995)
- Leandro Vitiello, calciatore italiano (Scafati, n. 1985)

## Z(1)
- Leandro Zazpe, calciatore uruguaiano (Salinas, n. 1994)

## Á(1)
- Leandro Álvarez, ex calciatore argentino (Buenos Aires, n. 1981)